# Giuseppe Arconati Visconti
Le marquis Giuseppe Arconati Visconti, né le 9 avril 1797 à Milan et mort le 17 mars 1873  dans la même ville, est un  homme politique italien.

## Biographie
Giuseppe Arconati Visconti est le fils du marquis de Lomagne Carlo Arconati Visconti (1752-1816), ancien membre du Conseil général de Milan et de Teresa Trotti-Bentivoglio.

### Vie publique
Il fut l'un des collaborateurs de Federico Confalonieri au cours de la création du mouvement constitutionnel et des insurrections du nord de l'Italie. Après l'arrestation de ce dernier le 11 mars 1821, Giuseppe Arconati Visconti quitta Milan et se réfugia en Belgique, où il arriva le  20 mai 1821 avec sa femme Constance et son fils Carlo qui n'avait pas trois ans.
Il s'établit au château de Gaasbeek qui lui avait été cédé par un oncle, Paul Arconati Visconti, mort à Bruxelles le  20 août 1821, qui fut brièvement Maire de Bruxelles sous Napoléon. Cette cession lui valut un long procès, qui dura plus de neuf ans, soutenu par l'une des deux filles naturelles de Paul Arconati Visconti : Marie Sophie d'Arc, née à Tilff en 1789, qui avait épousé à Bruxelles en 1807 André Masson Deneuville ou Masson de Neuville, revendiquait la succession du marquis Arconati Visconti, pour être l'enfant naturelle de celui-ci. Un mémoire en cassation résume bien cette histoire romanesque. C'est pour faire face à cette procédure qu'il demanda et obtint le 18 juin 1822 la nationalité du royaume uni des Pays-Bas.
Avec le soutien de Victor Cousin il entre en contact avec les milieux libéraux francophone comme Claude Fauriel, Sylvain Van de Weyer. Il passe de longues périodes avec son épouse à Berlin dans les années 1830-1839, il donne une éducation allemande à son fils Carlo ou Charles, docteur en philosophie et lettres de l'Université de Heidelberg en 1838, qui meurt jeune le  9 juin 1839. Son second fils Gianmartino épousera Marie-Louise Peyrat, plus tard surnommée la marquise rouge.
Après l'amnistie accordée à l'occasion de son couronnement comme souverain du royaume de Lombardie-Vénétie par Ferdinand 1er pour délit d'Etat, il retourne à Milan en 1840, s'établit à Pise puis à Florence (en 1847), et lutte pour l'union de l'Italie. Il participe aux Cinq journées de Milan en 1848 où il accourut dès qu'éclata l'insurrection. En 1850 il a été élu parlement du royaume de Sardaigne, poste qu'il occupera de la quatrième à la septième législature. Il fut aussi nommé sénateur du royaume d'Italie le  8 octobre 1865.